# Friedenskirche (Asbach)

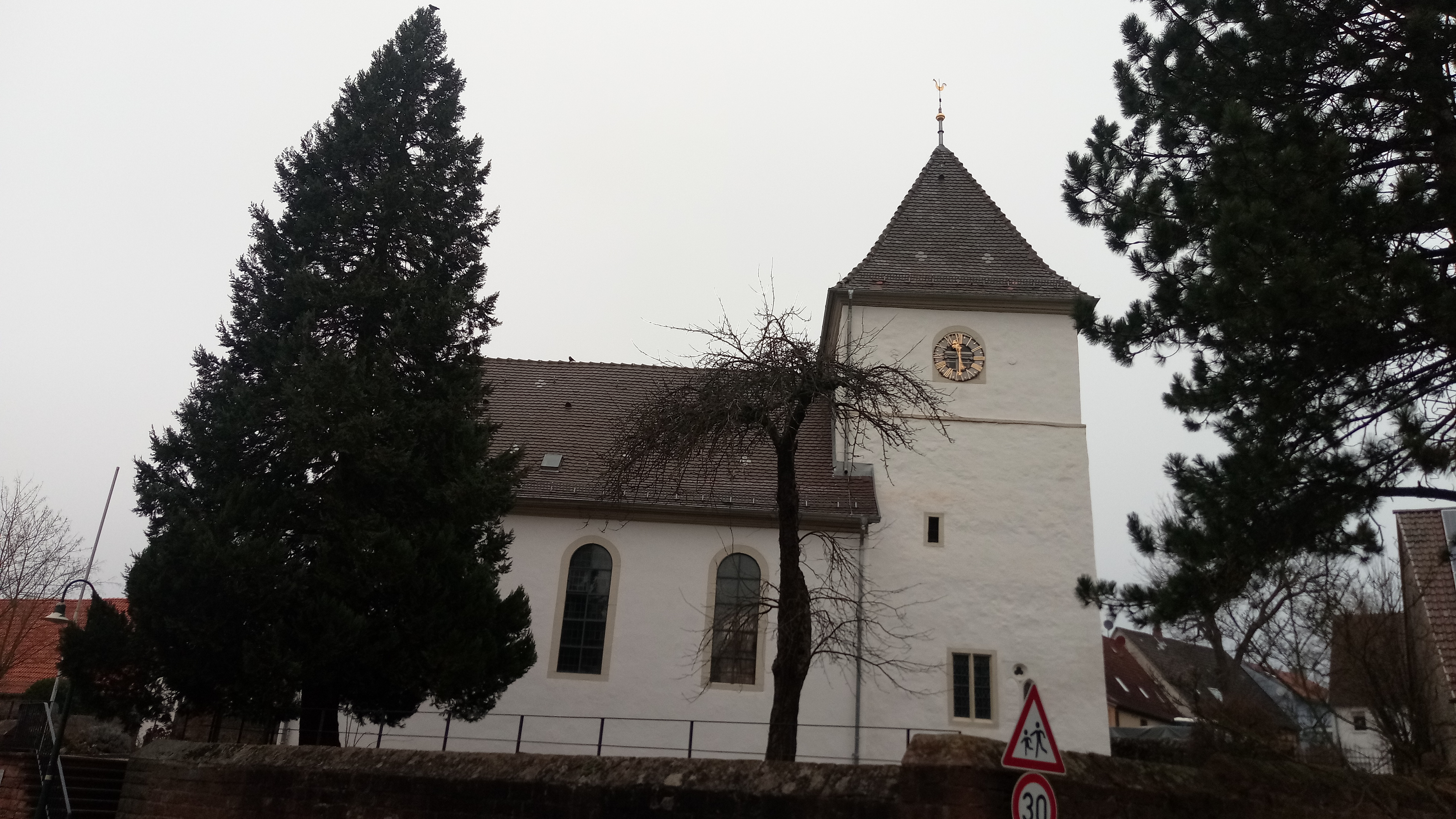
Friedenskirche in Asbach

Die Friedenskirche ist ein durch das Denkmalschutzgesetz geschütztes Kulturdenkmal im Dorf Asbach der Gemeinde Obrigheim im Neckar-Odenwald-Kreis in Baden-Württemberg. Schutzpatrone waren die Päpste Silvester I. und Cornelius. Die Kirchengemeinde gehört zum Kirchenbezirk Mosbach der Evangelischen Landeskirche in Baden.

## Beschreibung
Über den Grundmauern des Vorgängerbaus aus dem 12. Jahrhundert wurde in der zweiten Hälfte des 13. Jahrhunderts der mit einem Pyramidendach bedeckte Chorturm errichtet, dessen oberstes Geschoss die Turmuhr und den Glockenstuhl beherbergt. An ihn schloss sich ein kleiner quadratischer Chor an. 1752 wurde nach Westen das Langhaus mit drei Fensterachsen angebaut. Es ist mit einem Krüppelwalmdach bedeckt.
Im Erdgeschoss des Chorturms befinden sich Fragmente der Ausmalung von 1420. Bei Umbauarbeiten in den 1970er Jahren wurde ein Sakramentshaus freigelegt, das aus dem 14. Jahrhundert stammt. Zur Kirchenausstattung gehört ferner eine steinerne Kanzel von 1563, die mit dem Allianzwappen derer von Habern und derer von Rabenstein und manieristischen Ornamenten verziert ist. Die erste Orgel wurde in der zweiten Hälfte des 18. Jahrhunderts aufgestellt. Die jetzige Orgel wurde 1805 erworben.